# Copa Árabe dos Campeões de Copa
A Copa Árabe dos Campeões de Copa(Em árabe: الكأس العربية للأندية الفائزة بالكؤوس‎) foi uma competição internacional disputada pelos campeões nacionais de copas nas nações árabes. Ela foi iniciada em 1989 e depois fusionada com a Copa Árabe dos Clubes Campeões. 

## Países que Participaram
Os países que participaram eram os de origem árabe, nisso estavam incluidas nações de dois continentes: a África e a Ásia. Assim, era um torneio intercontinental. 
- Da AFC participaram basicamente países localizados no oriente médio. O Irã, uma das forças da região, não participa por ter origem persa.

| - Arábia Saudita - Bahrein - Emirados Árabes Unidos - Iêmen - Iraque - Jordânia | - Kuwait - Líbano - Omã - Palestina - Catar |

Da CAF participaram países em sua maioria do Norte e noroeste africano. 
| - Argélia - Comores - Djibuti - Egito | - Líbia - Mauritânia - Marrocos - Sudão |

## Campeões
| 1990 | Stade Tunisien       | Al-Kuwait SC      |
| 1991 | Olympique Casablanca | Al-Mokaoulun      |
| 1992 | Olympique Casablanca | Al-Sadd           |
| 1993 | Olympique Casablanca | Al-Qadsia         |
| 1994 | Al-Ahly              | Al-Shabab         |
| 1995 | Club Africain        | Étoile du Sahel   |
| 1996 | Olympique Khouribga  | Al-Faysali        |
| 1997 | MC Oran              | Al-Shabab         |
| 1998 | MC Oran              | Al-Jaish          |
| 1999 | Al-Gharafa           | Al-Jaish          |
| 2000 | Al-Hilal             | Al-Nassr          |
| 2001 | Stade Tunisien       | Al-Hilal Omdurman |

## Títulos Por Clube
| Clube                | Títulos               | Vices           |
| -------------------- | --------------------- | --------------- |
| Olympique Casablanca | 3 (1991, 1992 e 1993) | 0               |
| MC Oran              | 2 (1997 e 1998)       | 0               |
| Stade Tunisien       | 2 (1990 e 2001)       | 0               |
| Al-Ahly              | 1 (1994)              | 0               |
| Al-Gharafa           | 1 (1999)              | 0               |
| Al-Hilal             | 1 (2000)              | 0               |
| Club Africain        | 1 (1995)              | 0               |
| Olympique Khouribga  | 1 (1996)              | 0               |
| Al-Jaish             | 0                     | 2 (1998 e 1999) |
| Al-Shabab            | 0                     | 2 (1994 e 1997) |
| Al-Faysali           | 0                     | 1 (1996)        |
| Al-Hilal Omdurman    | 0                     | 1 (2001)        |
| Al-Kuwait SC         | 0                     | 1 (1990)        |
| Al-Mokaoulun         | 0                     | 1 (1991)        |
| Al-Nassr             | 0                     | 1 (2000)        |
| Al-Qadsia            | 0                     | 1 (1993)        |
| Al-Sadd              | 0                     | 1 (1992)        |
| Étoile du Sahel      | 0                     | 1 (1995)        |

### Títulos Por País
| País           | Títulos | Vices |
| -------------- | ------- | ----- |
| Marrocos       | 4       | 0     |
| Tunísia        | 3       | 1     |
| Argélia        | 2       | 0     |
| Arábia Saudita | 1       | 4     |
| Catar          | 1       | 1     |
| Síria          | 0       | 2     |
| Jordânia       | 0       | 1     |
| Kuwait         | 0       | 1     |
| Sudão          | 0       | 1     |

## Ver Também
- Liga dos Campeões da AFC
- Copa da AFC
- Copa dos Presidentes da AFC
- Recopa da AFC
- Supercopa Asiática
- Copa dos Campeões do Leste Asiático
- Copa do Golfo
- Liga dos Campeões Árabes
- Supercopa Árabe